# NHK鶴岡支局
NHK鶴岡支局（日语：／），是NHK山形放送局位於山形縣鶴岡市的支局，作為NHK在庄內地區的採訪據點。

## 外部連結
- NHK山形放送局（页面存档备份，存于） （日語）